# تابا تشيرمويف
تابا (عبد المجيد) باي أورتسو تشيرمويف (1882-28 أغسطس 1937) رجل دولة من شمال القوقاز من أصل شيشاني، كان في منصبه من 11 مايو 1918 حتى ديسمبر 1918. رئيس وزراء جمهورية شمال القوقاز الجبلية.

## جمهورية شمال القوقاز

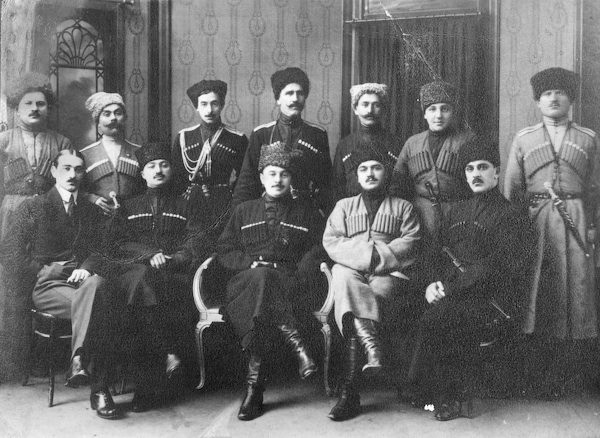
وفد ممثلي الجمهورية الجبلية في مؤتمر فرساي للسلام، تركيا، 1920

اعتقد تابا أن توحيد جميع سكان جبال القوقاز هو الطريقة الوحيدة لإنقاذ شمال القوقاز من البلاشفة. بمبادرته وبفضل طاقته التي لا تلين ، تم عقد مؤتمر جبال القوقاز في مارس 1917 قرر هذا الاجتماع تشكيل دولة مستقلة في المرتفعات. في 11 مايو 1918 ، تم إنشاء جمهورية شمال القوقاز الجبلية الجبلية رسميًا. كان تابا في البداية رئيس الوزراء ثم وزير الخارجية. لاحقاً في عام 1922 أصبحت جمهورية شمال القوقاز الجبلية جزء من أراضي البلاشفة تحت حكم جمهورية ما وراء القوقاز.

## النشأة
ولد في غروزني 1882 ، كان تابا الابن الأكبر للجنرال أورتسو تشيرمويف. تلقى تعليمه في مدرسة فلاديكافكاز وكلية نيكولاس الفرسان.
تزوج تابا تشيرمويف من الأميرة الفارسية خوارسلطان خانيم إبراهامبيوفا عام 1906 رغم أنه لا يزال شابًا، اضطر لترك الجيش عام 1908 عندما توفي والده. خلال هذا الوقت ، ألقى بنفسه في الأنشطة الاقتصادية والصناعية. امتلكت عائلته قطعًا مهمة من الأراضي الزيتية في مدينة غروزني، أصبح تابا تلقائيًا واحداً من الرواد الأكثر نشاطًا وحيوية في صناعة النفط في غروزني، عطلت الحرب العالمية الأولى النشاط الاقتصادي لتابا.
انضم إلى فرقة سافاج الشهيرة في الجيش الإمبراطوري الروسي برتبة نقيب، أثبت نفسه في الحرب كقائد عسكري لامع وجندي لا يعرف الخوف.